# Jagodniki (Wola Rogowska)
Jagodniki – przysiółek wsi Wola Rogowska w Polsce położony, w województwie małopolskim, w powiecie tarnowskim, w gminie Wietrzychowice
Dawniej odrębna miejscowość i gmina jednostkowa w Bezirk Radłów.